# Javna politika
Javna politika je delovanje vlade in drugih organov z javnimi pooblastili. Javna politika vlade je nabor zakonov, programov, dejavnosti in obnašanja, ki jih sprejme in izvaja. Poleg javne politike so vplivne tudi politike oziroma strategije drugih dejavnikov v družbi, kot so civilne družbe, podjetja, lastniki kapitala in mnenjski voditelji. Utemeljitelj javnih politik je Harold Lasswell. Politološko strokovno področje, ki se ukvarja z javnimi politikami, je analiza politik. 
V Sloveniji na področju javnih politik izobražuje Fakulteta za družbene vede Univerze v Ljubljani. 

## Značilnosti
Javno politika se izvaja v imenu javnosti, oblikuje in vodi pa jo vlada. Tolmačijo in izvajajo je državni, javni in zasebni dejavniki ter pri tem izraža želeno dejavnost vlade.

## Področja
Javna politika je tudi skupek področnih politik, ki so med seboj ali znotraj sebe skladne ali protislovne. Področne politike so na primer: 
- davčna politika
- politika zaposlovanja
- industrijska politika
- raziskovalna politika
- izobraževalna politika
- politika javnega odločanja
- energetska politika
- okoljska politika